# Стереотипы об афроамериканцах
Стереотипы об афроамериканцах и их культуре зародились в американском обществе в колониальные времена и продолжают существовать в 2020-е годы. Они проявляются в новостных репортажах и художественных произведениях (в фильмах, телешоу и т. д.), хотя и менее сильно, чем раньше. Эти стереотипы разнообразны, широко распространены и имеют давнюю историю.
Менестрель-шоу девятнадцатого века использовали белых актёров в гриме «блэкфейс» и костюмах, чтобы пародировать и принижать чёрных. Некоторые стереотипы XIX-го века, такие как «самбо» (замбо), в настоящее время считаются оскорбительными. Стереотипы «Мандинго» и «Жезибель» изображают чернокожих мужчин и женщин сексуально ненасытными. Архетип «мамочки» изображает почтенную чёрную женщину, которая всю жизнь посвятила работе на белую семью.
В 1980-х и в последующие десятилетия появились стереотипы чернокожих торговцев наркотиков, жертв крэка, выходцев из низших классов, бездомных и воришек в метро. Другой стереотип, волшебный негр, изображает чернокожих как имеющих суперпособности. Американский общественный деятель Джесси Джексон утверждает, что СМИ изображают чернокожих людей менее умными, чем они есть на самом деле. Чернокожие женщины показываются как «королевы пособий» или как «агрессивные чёрные женщины», которые очень громко разговаривают, требовательны и невоспитанны.

## Исторические стереотипы
Менестрель-шоу высмеивали чернокожих людей стереотипными и пренебрежительными способами, показывали их невежественными, придурковатыми, ленивыми, суеверными и фиглярскими. Блэкфейс — это стиль театрального грима в Соединённых Штатах и Великобритании, используемый для создания образа культового американского расистского архетипа: «черномазый» или «кун» (оба являются расовыми оскорблениями). Белые актёры использовали жжёную пробку, а позже грим или крем для обуви, чтобы чернить кожу и увеличить губы, часто носили шерстяные парики, перчатки, фрак или рваную одежду, чтобы завершить перевоплощение.
Самый известный из таких стандартных персонажей — «Джим Кроу», изображенный в бесчисленных рассказах, менестрель-шоу и ранних фильмах.

### Джим Кроу
Персонаж Джим Кроу был одет в лохмотья, потрепанную шляпу и рваные ботинки. Актёр чернил лицо и руки и изображая очень проворного и непочтительно остроумного афроамериканца, который пел: «Развернись и покрутись, повторяй за мной. И каждый раз поворачиваясь, я луплю Джима Кроу».

### Самбо (Замбо), Голливог и Пиканинни
Стереотип «Самбо» (замбо) получил известность в 1898 году благодаря детской книге «История маленького чёрного Самбо» шотландской писательницы Хеллен Баннерман. В нём рассказывается история мальчика по имени Самбо, который перехитрил стаю голодных тигров. «Самбо» даёт отсылку к темнокожим мужчинам, которых считали вечно счастливыми, смеющимися, ленивыми, безответственными или беззаботными. Это было постоянно показано в фильмах начала XX века. Исходный текст излагал, что Самбо жил в Индии, но этот факт был игнорирован многими читателями. Саму книгу и слово «самбо» определённо считали оскорблением африканцев.
Голливог — это устойчивая карикатура, чаще всего представляемая в виде куклы с чёрным лицом, и датируется американскими детскими книгами конца XIX века. Этот персонаж пользовался большой популярностью среди белых людей Британии и Австралии в конце XX века. Как и в случае со словом «самбо», это оскорбление пересекает этнические границы. Эпитет «вог» происходит из Содружества англоязычных наций (бывших колоний) и чаще применяется к людям с Аравийского полуострова и Индийского субконтинента, чем к африканцам, но куклы «Голли», которые всё ещё производятся, сохраняют внешний вид стереотипного негритянского менестреля.
Термин «пиканинни» предназначался для детей, но имеет более широкий характер использования. Он произошёл от португальского слова обозначающего «маленький ребёнок», но применяли его особенно часто именно к афроамериканским детям, а позже и к детям австралийских аборигенов. Пиканинни не имеет какого-либо конкретного образа, но стал основным персонажем в художественной литературе белых людей, их музыке, театре и ранних фильмах в США.

### Мамочка
Первые описания архетипа «мамочка» взяты из мемуаров и дневников, появившихся после Гражданской войны в США. В них описываются домашние рабыни-афроамериканки, служившие нянями и по-матерински заботящиеся о белых детях, получая необычайную степень доверия и привязанности в семье. Люди слишком идеализировали роль домашних рабынь: эти женщины всю жизнь посвящали себя заботе о белых хозяевах и полностью отвечали за ведение домашнего хозяйства.

### Мандинго
Мандинго — это стереотип о сексуально ненасытном чернокожем мужчине с огромным половым членом, придуманный белыми рабовладельцами для пропаганды мнения, что негры являются нецивилизованными «животными» по своей природе. Утверждалось, что у негров все страсти, эмоции и амбиции почти полностью подчинены половому инстинкту и эта конструкция гиперсексуального чёрного мужчины прекрасно сочетается с представлениями о зверстве и примитивизме чернокожих.
Термин «мандинго» возник в XX веке. Жутко популярные рассказы включают в себя смертельные схватки рабов по типу рестлинга (которые показывались в фильме «Джанго освобождённый»), но никаких фактов о таких боях не было задокументировано, а есть только неправдоподобные слухи, так как потеря трудоспособности ценных рабов была слишком дорогой.

### Агрессивная чёрная женщина
Этот стереотип являет собой властную женщину, которая использует мужчин и узурпирует их роль. Она была охарактеризована как сильная, мужеподобная рабочая лошадка, работающая вместе с чернокожими мужчинами на полях, или как нарцисстичная женщина, чьё высокомерие отталкивало её детей и партнёров. Её напористое поведение похоже на Мамочку, но без материнского сочувствия и понимания.
Американский социолог, президент Американской социологической ассоциации в 2009 году и идеолог чёрного феминизма Патриция Хилл Коллинз заявила, что матриархальный статус чернокожих женщин, а не дискриминационная социальная и экономическая политика, является причиной социальных патологий в чёрных семьях.